# Lapu-Lapu City
Lapu-Lapu City is een stad in de Filipijnse provincie Cebu. De stad ligt grotendeels op het eiland Mactan. Daarnaast omvat de stad nog het eiland Olango en enkele andere kleinere eilanden. Bij de census van 2015 telde de stad ruim 408 duizend inwoners.
Lapu-Lapu City vormt samen met negen andere steden en gemeenten de metropool Cebu.

## Geografie

### Bestuurlijke indeling
Lapu-Lapu City is onderverdeeld in de volgende 30 barangays:
| - Agus - Babag - Bankal - Baring - Basak - Buaya - Calawisan - Canjulao - Caw-oy - Cawhagan - Caubian - Gun-ob - Ibo - Looc - Mactan | - Maribago - Marigondon - Pajac - Pajo - Pangan-an - Poblacion - Punta Engaño - Pusok - Sabang - Santa Rosa - Subabasbas - Talima - Tingo - Tungasan - San Vicente1 |

## Demografie
Lapu-Lapu City had bij de census van 2015 een inwoneraantal van 408.112 mensen. Dit waren 57.645 mensen (16,4%) meer dan bij de vorige census van 2010. Ten opzichte van de census van 2000 was het aantal inwoners gegroeid met 191.093 mensen (88,1%). De gemiddelde jaarlijkse groei in die periode kwam daarmee uit op 4,23%, veel hoger dan het landelijk jaarlijks gemiddelde over deze periode (1,72%).

De bevolkingsdichtheid van Lapu-Lapu City was ten tijde van de laatste census, met 408.112 inwoners op 58,1 km², 7024,3 mensen per km².